# Atractodes incrassator
Atractodes incrassator är en stekelart som beskrevs av Per Abraham Roman 1926. Atractodes incrassator ingår i släktet Atractodes och familjen brokparasitsteklar. Arten är reproducerande i Sverige. Inga underarter finns listade.